# Гроу, Галуша Аарон
Галуша Аарон Гроу  (31 августа 1823 — 31 марта 1907) — американский политик, юрист, писатель и бизнесмен, 24-й спикер Палаты представителей США (1861—1863).

## Ранняя жизнь и образование
Аарон Галуша Гроу родился 31 августа 1823 года в Эшфорде, штат Коннектикут. Его имена были предложены тётей, жившей в Вермонте, которая навещала мать Гроу, когда он был крещён: «Аарон» было именем мужа тёти (его полное имя было Аарон Николс (1764–1807), а «Галуша» это фамилия губернатора Вермонта, которым она восхищалась. Гроу получил образование в Академии Франклина (Нью-Йорк) в округе Саскуэханна, штат Пенсильвания, а затем в Амхерстском колледже. Там он изучал право и по результатам был принят в коллегию адвокатов в ноябре 1847 года, а затем начал свою частную юридическую практику.

## Политическая карьера

### Досрочные выборы
Гроу баллотировался в качестве демократа на выборах 1850 года и был членом данной партии на 32-м и 33-м съездах, а также в 34-м Конгрессе США. Он  изменил политическую принадлежность после подписания президентом США Франклином Пирсом Закона Канзас-Небраска. В дальнейшем он баллотировался от Республиканской партии на выборах 1856 года и оставался членом этой партии до конца своей политической карьеры.

### Драка в Конгрессе 1858 года
Во время 35-го Конгресса США 5 февраля 1858 год года он подвергся физическому нападению со стороны демократа Лоуренса М. Кейтта в здании Палаты представителей, что привело к драке между северянами и южанами. Кейтт, оскорблённый тем, что Гроу перешагнул на его сторону палаты Палаты представителей, снисходительно потребовал, чтобы Гроу сел, назвав его «чёрным республиканским щенком». В ответ Гроу сказал Кейтту, что «ни один погонщик негров не будет меня бить хлыстом». Кейтт пришёл в ярость и схватился за горло Гроу, крича, что он «задушит его за это». На полу разразилась крупная драка с участием примерно пятидесяти представителей, закончившаяся только после того, как пропущенный удар члена палаты представителей Кэдвалладера Вашберна перевернул тупей члена палаты представителей Уильяма Барксдейла. Смущённый Барксдейл случайно перевернул парик задом, заставив обе стороны разразиться спонтанным смехом.
Позже в том же году Гроу был переизбран на пятый срок.

### Выборы спикера 1861 года
Углублявшийся раскол между рабовладельческими и свободными штатами затмил победу Гроу на переизбрании в 1861 году, поскольку в декабре 1860 года разразился национальный кризис, когда Южная Каролина стала первым из нескольких южных штатов, принявших Указ о сецессии. Четыре месяца спустя, 12 апреля 1861 года, силы Конфедерации обстреляли Форт-Самтер, что привело к началу гражданской войны. В ответ президент Авраам Линкольн созвал 37-й Конгресс США на сессию 4 июля. Когда палата собралась, Гроу был избран спикером палаты.
Хотя доминировали события войны, и первая битва при Булл-Ран произошла всего через две недели после созыва 37-го Конгресса, под руководством Гроу были приняты и подписаны несколько значимых актов Конгресса, в частности Закон о колледже Моррилла Лэнд-Грант, Гомстед-акт, который более чем за столетие привёл к созданию 1,6 миллиона дворов.

### Утрата места в Конгрессе
Гроу, сторонник радикальных республиканцев, потерпел поражение в своей заявке на переизбрание в 1862 году, став вторым спикером палаты представителей подряд, потерявшим свое место.
Гроу был делегатом Республиканского национального собрания в 1864 и 1868 годах.
Он переехал в Хьюстон, штат Техас, в 1871 году и в том же году стал президентом так называемой Международной Великой Северной железной дороги и занимал эту должность до 1875 года. Затем он вернулся в Пенсильванию и занялся юридической практикой в 1875—1894 годах.

### Возвращение в Конгресс
Гроу вернулся в Конгресс США от Пенсильвании и был его членом в 1894—1903 годах. В данное время он также был председателем комитета по образованию на 56-м съезде.

## Смерть и наследие
Гроу проживал в Гленвуде, штат Пенсильвания, с 1903 года до своей смерти в возрасте 84 лет. Биография Галуши Гроу была написана Джеймсом Т. Дюбуа и Гертрудой С. Мэтьюз и опубликована Хоутоном Миффлином. в 1917 году.
Памятник Гроу был установлен в 1915 году в здании суда округа Саскуэханна в Монтроузе, штат Пенсильвания.